# Morita Koichiro
Koichiro Morita (sinh ngày 28 tháng 10 năm 1984) là một cầu thủ bóng đá người Nhật Bản.

## Sự nghiệp câu lạc bộ
Koichiro Morita đã từng chơi cho Vegalta Sendai, FC Tokyo, Sagawa Shiga, SC Sagamihara, Kamatamare Sanuki và Renofa Yamaguchi FC.